# Jefferson County (Kansas)
Jefferson County ist ein County im Bundesstaat Kansas der Vereinigten Staaten. Der Verwaltungssitz (County Seat) ist Oskaloosa. Das U.S. Census Bureau hat bei der Volkszählung 2020 eine Einwohnerzahl von 18.368 ermittelt.

## Geographie
Das County liegt im Nordosten von Kansas, ist im Norden etwa 70 km von Nebraska, im Nordosten etwa 15 km von Missouri entfernt und hat eine Fläche von 1442 Quadratkilometern, wovon 54 Quadratkilometer Wasserfläche sind. Es grenzt im Uhrzeigersinn an folgende Countys: Atchison County, Leavenworth County, Douglas County, Shawnee County und Jackson County.

## Geschichte
Jefferson County wurde am 25. August 1855 als Original-County aus dem Kansas-Territorium gebildet und gehört zu den ersten 33 Countys, die von der ersten Territorial-Verwaltung gebildet wurden. Benannt wurde es nach Thomas Jefferson, dem dritten US-Präsidenten.
6 Bauwerke und Stätten des Countys sind im National Register of Historic Places eingetragen (Stand 30. August 2017).

## Demografische Daten

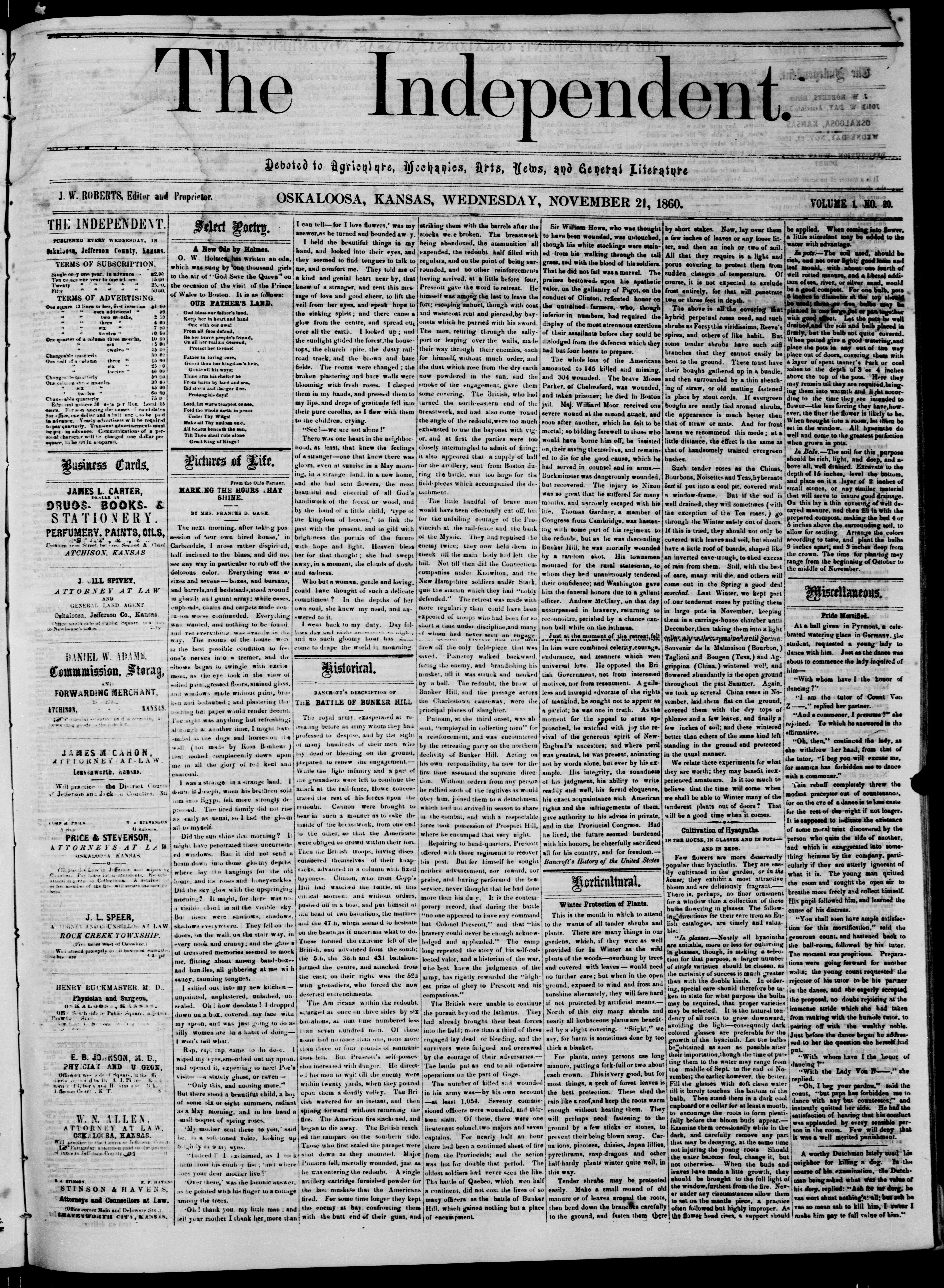
The Independent. Lokalzeitung, Ausgabe: 21. November 1860

Nach der Volkszählung im Jahr 2000 lebten im Jefferson County 18.426 Menschen. Davon wohnten 259 Personen in Sammelunterkünften, die anderen Einwohner lebten in 6830 Haushalten und 5190 Familien. Die Bevölkerungsdichte betrug 13 Einwohner pro Quadratkilometer. Ethnisch betrachtet setzte sich die Bevölkerung zusammen aus 96,70 Prozent Weißen, 0,37 Prozent Afroamerikanern, 0,92 Prozent amerikanischen Ureinwohnern, 0,17 Prozent Asiaten, 0,01 Prozent Bewohnern aus dem pazifischen Inselraum und 0,42 Prozent aus anderen ethnischen Gruppen; 1,41 Prozent stammten von zwei oder mehr Ethnien ab. 1,28 Prozent der Bevölkerung waren spanischer oder lateinamerikanischer Abstammung.
Von den 6830 Haushalten hatten 35,7 Prozent Kinder unter 18 Jahren, die mit ihnen gemeinsam lebten. 65,2 Prozent waren verheiratete, zusammenlebende Paare, 7,0 Prozent waren allein erziehende Mütter und 24,0 Prozent waren keine Familien. 20,1 Prozent aller Haushalte waren Singlehaushalte und in 9,3 Prozent lebten Menschen mit 65 Jahren oder darüber. Die Durchschnittshaushaltsgröße betrug 2,66 und die durchschnittliche Familiengröße betrug 3,07 Personen.
27,4 Prozent der Bevölkerung waren unter 18 Jahre alt, 7,0 Prozent zwischen 18 und 24 Jahren, 28,0 Prozent zwischen 25 und 44 Jahren, 24,9 Prozent zwischen 45 und 64 Jahren und 12,8 Prozent waren 65 Jahre alt oder älter. Das Durchschnittsalter betrug 38 Jahre. Auf 100 weibliche Personen kamen 102,6 männliche Personen. Auf 100 Frauen im Alter von 18 Jahren und darüber kamen 98,9 Männer.
Das jährliche Durchschnittseinkommen eines Haushalts betrug 45.535 USD, das Durchschnittseinkommen einer Familie betrug 50.557 USD. Männer hatten ein Durchschnittseinkommen von 36.174 USD, Frauen 25.468 USD. Das Prokopfeinkommen betrug 19.373 USD. 5,3 Prozent der Familien und 6,7 Prozent der Bevölkerung lebten unterhalb der Armutsgrenze.

## Orte im County
- Boyle
- Buck Creek
- Dunavant
- Grantville
- Half Mound
- Hilldale
- Hilldale South
- Indian Ridge
- Lake Ridge
- Lake Shore
- Lakeside Village
- McLouth
- Medina
- Meriden
- Newman
- Nortonville
- Oskaloosa
- Ozawkie
- Perry
- Rock Creek
- Thompsonville
- Valley Falls
- West Shore
- Williamstown
- Winchester

Townships
- Delaware Township
- Fairview Township
- Jefferson Township
- Kaw Township
- Kentucky Township
- Norton Township
- Oskaloosa Township
- Ozawkie Township
- Rock Creek Township
- Rural Township
- Sarcoxie Township
- Union Township